# ガールズ (日本のバンド)
ガールズ（GIRLS）は、日本の5人組女性ロックバンドである。「日本初の女性ロック・バンド」「日本のガールズバンドの草分け的存在」「女の子バンドの先駆者」と評される。
1977年に結成し、1979年に解散した。ジューシィ・フルーツのイリア（奥野敦子）が在籍したことでも知られる。

## 概要
当時のパンクムーブメントの影響を受け、1977年2月、アルバム『野良猫』でデビュー。折から当時人気を集めていたランナウェイズを向うに回して注目された。デビュー時から、アメリカ、イギリスで、ランナウェイズに続く有望新人バンドとして海外のDJやジャーナリストに注目された。日本で発売された2枚のアルバム『野良猫』『パンキー・キッス』を編集した『ザ・ガールズ』が全ヨーロッパで発売されている。

## 来歴
前身バンドは「サティン・オデッセイ」。結成当時は高校生が3人含まれていた。メンバーは、
- ジル（ベース）1979年3月脱退[3]→ジニー （ベース）[1][3]- 立岡安佐美（元ルナティックス）1979年3月加入[3]
- イリア （リードギター）[1] - 奥野敦子
- リタ （ヴォーカル）[1] - 野元貴子
- レナ （サイドギター）[1]- 井戸一江
- サディー （ドラムス）[1]- 坂野修子

と、「G.I.R.L.S.」の頭文字をそれぞれのニックネームの頭文字としている。オリジナル曲のほか、ザ・ランナウェイズ『チェリー・ボンブ』やラモーンズ『シーナはパンク・ロッカー』などをカヴァーした。
当時の"女の子バンド"といえば、とかく興味本位に見られがちだった。リードギターのイリアは「私たち男に生まれたかった。デビュー当時は網タイツなんか履いてツッパッてたけど、やはりパワーでは負けちゃうわね。PAの運搬なんか大変だし、お客の見る目も違うしね。でもお色気で迫るつもりは全然ないの」と話した。
ガールズの影響でガールズバンドがどっと増えた。エレキギターを担いで街を歩く女の子も増えた。ガールズは女の子のロック参加増加の引き金になった。イリアは「私たちが表面に出て来たことで『あの程度なら私にも出来る』ってみんなが思ったんじゃないかナ。でも、女の子のバンドって、みんなパターンが似かよっているのよね。コピーしている曲も同じだし。もっといろんなタイプのバンドが出て、個性で勝負するようになれば女の子のバンドに対する世間の見方も変ると思うわ。今はどのバンドも"女の子バンド"という総称でしか語られないでしょう」と述べた。
1979年、解散。シングル3枚、アルバム2枚を残した。解散後、イリアは近田春夫&BEEF→ジューシィ・フルーツ、リタはピンナップス→ゲートボール、ジニーはジャングルズに参加した。
2007年、2枚のアルバムが紙ジャケット仕様のCDで復刻発売された。

## ディスコグラフィ

### アルバム
1. 野良猫 （1977年）
2. パンキー・キッス （1977年）
3. グリース（1979年、日本フォノグラム 規格品番 S7071）※映画『グリース』のサウンドトラックのカバーという珍しいアルバム[1]。上条英男がプロデュースしたロックバンド「スロッグ」との共演[1]。

### シングル
1. 野良猫 （1977年）　作詞:鳴海昌明、作曲:小田裕一郎、編曲:矢野誠
2. パンキー・ハイスクール・ラブ 　作詞・作曲：Kenichi Araya
3. ラブ・ジャック 　作詞:大野真澄、作・編曲:柳田ヒロ